# Helmut Sakowski

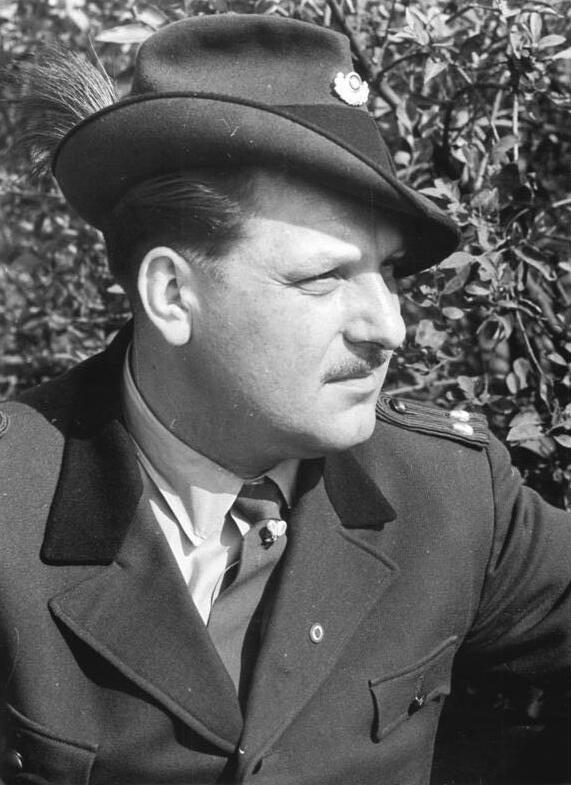
Helmut Sakowski (1959)

Helmut Sakowski (ur. 1 czerwca 1924 w Jüterbog, zm. 9 grudnia 2005 w Wesenberg, Meklemburgia) – pisarz niemiecki, dramaturg, członek parlamentu NRD (Izby Ludowej).
Był synem urzędnika, w latach 1941–1943 kształcił się w zawodzie leśnika, następnie został powołany do wojska. Po wojnie kontynuował naukę, studiował w Szkole Gospodarki Leśnej; później pracował w Ministerstwie Gospodarki Rolnej i Leśnej w Berlinie i jako leśniczy w Osterburg. Zajmował się jednocześnie pracą literacką, a po sukcesie swoich utworów porzucił zawód leśnika w 1961.
Jako autor zaangażowany politycznie cieszył się uznaniem władz NRD. Już w 1959 został wyróżniony Nagrodą Państwową. Pełnił mandat deputowanego do Izby Ludowej, w 1973 został członkiem Komitetu Centralnego Niemieckiej Socjalistycznej Partii Jedności. Należał do Akademii Sztuk NRD, w latach 1972–1974 pełnił funkcję wiceprezydenta Stowarzyszenia Kultury NRD. Po zjednoczeniu Niemiec (1990) zajmował się głównie literaturą dziecięcą i młodzieżową. Zmarł w wieku 81 lat po długoletniej chorobie serca.
Był m.in. laureatem Nagrody Lessinga (1963), Nagrody Fritza Reutera (1964), nagród NRD za słuchowiska radiowe (1987, 1988); poza pierwszą nagrodą w 1959 otrzymywał Nagrodę Państwową NRD jeszcze trzykrotnie (1965, 1968, 1972). 
Zyskał status czołowego dramaturga NRD-owskiego. Debiutował drobnymi formami literackimi (wierszami, reportażami, felietonami), później pisał opowiadania i dramaty, adaptowane także na potrzeby radiowe i telewizyjne. W swojej twórczości opisywał konflikty społeczne związane ze zmianami ustrojowymi w NRD, głównie na wsi; w sztuce Letzter Sommer in Heidkau (1965) stworzył nowy typ bohatera socjalistycznego.
Niektóre utwory:
- powieści Verflucht und geliebt (1981); Wie ein Vogel im Schwarm (1984); Die Schwäne von Klevenow (1993); Schwarze Hochzeit auf Klevenow (1994); Wendenburg (1995); Ein Herzog in Wendenburg (2000); Die Geliebte des Hochmeisters (2004); Wege übers Land (2005)
- opowiadania Zwei Frauen (1959); Die letzte Hochzeit (1988); Stiller Ort - Oll mochum (1991)
- dramaty Weiberzwist und Liebeslist (1953); Die Entscheidung der Lene Mattke (1960); Steine im Weg (1962); Sommer in Heidkau (1966)
- utwory dla dzieci i młodzieży Wie brate ich eine Maus oder die Lebenskerben des kleinen Raoul Habenicht (1987); Katja Henkelpott (1992); Aber der Mond gehört mir (1993); Prinzessin, wir machen die Fliege (1993); Katja Henkelpott und die Schlangenkönigin (1995); Munzo und ich. Lebenskerben oder Scheidung ist nicht komisch (1996); Katja Henkelpott kommt in die Schule (1998)

Źródła:
- Mały słownik pisarzy niemieckich, austriackich i szwajcarskich (pod redakcją Jana Chodery i Mieczysława Urbanowicza), Wiedza Powszechna, Warszawa 1973